# Фрид, Эмилия Лазаревна
Эми́лия Ла́заревна Фрид (17 февраля [1 марта] 1908—1984) — советский музыковед и педагог. Кандидат искусствоведения (1949). 

## Биография
Начала обучение музыке в Саратовской консерватории, но была переведена в Ленинградскую консерваторию, которую окончила в 1931 году как пианистка (класс Николая Дубасова); в 1929 году начала заниматься на историко-теоретическом факультете уже как музыковед (профессора Борис Асафьев, Юрий Тюлин, Пётр Рязанов). В 1932—1937 годах работала в Ленинградском радиокомитете. В 1937—55 (с перерывом на эвакуацию, прошедшую в Ташкенте) преподавала историю музыки в Ленинградской консерватории. 
В 1949 году защитила диссертацию на соискание ученой степени кандидата искусствоведения (тема «Мусоргский и его музыкальная драма»). Член КПСС с 1949 года. С 1949 года научный сотрудник, а в 1951—1967 старший научный сотрудник Ленинградского института театра, музыки и кинематографии. Среди учеников Марк Арановский.

## Сочинения
- М. П. Мусоргский. К столетию со дня рождения. — Ленинград, 1939.
- Даргомыжский и журнал «Искра» // Ученые записки Государственного института театра, музыки и кинематографии, т. 2. — Ленинград, 1958.
- Милий Алексеевич Балакирев. Исследования и статьи. — Ленинград, 1961.
- М. П. Мусоргский. 1839—1881. — Ленинград, 1963, 1979.
- Мусоргский и Шекспир. // Шекспир и музыка. — Ленинград, 1964.
- Музыка в советском кино. — Ленинград, 1967.
- Прошедшее, настоящее и будущее в «Хованщине» Мусоргского. — Ленинград, 1974.
- М. П. Мусоргский: Проблемы творчества : Исследование. — Ленинград, «Музыка», 1981. — 179 с.
- Русская музыкальная литература. Выпуск 1-4. 1979—1985. (Редактор и составитель)